# Rakovec Tomaševečki
 Rakovec Tomaševečki  falu Horvátországban Krapina-Zagorje megyében. Közigazgatásilag Klanjechez tartozik.

## Fekvése
Zágrábtól 33 km-re északnyugatra, községközpontjától  2 km-re keletre a Zagorje területén, a megye délnyugati részén fekszik.

## Története
A falunak 1857-ben 126, 1910-ben 204 lakosa volt. Trianonig Varasd vármegye Klanjeci járásához tartozott. 2001-ben 141 lakosa volt.

## Külső hivatkozások
- Klanjec város hivatalos oldala
- Klanjec város információs portálja